# Zwisogłówka niebieskolica
Zwisogłówka niebieskolica (Loriculus philippensis camiguinensis) – podgatunek zwisogłówki czerwonoczelnej, małego ptaka z rodziny papug wschodnich (Psittaculidae). Został opisany w 2006 roku. Takson o niepewnej pozycji taksonomicznej, Międzynarodowy Komitet Ornitologiczny (IOC) uznaje go za osobny gatunek. Występuje endemicznie na Filipinach. Dotychczas stwierdzono go jedynie na wyspie Camiguin, gdzie jej środowisko naturalne zanika.
Papuga ta jest głównie zielona z niebieskim gardłem, maską i udami, czerwonym kuprem, pokrywami nadogonowymi i czubem. Brak dymorfizmu płciowego.